# アンドレイ・シャポヴァリヤンツ
アンドレイ・レオニードヴィチ・シャポヴァリヤンツ（シャポワリヤンツ、ロシア語: Андрей Георгиевич Шаповальянц、ラテン文字表記の例：Andrey Georgiyevich Shapoval'yants、1952年2月23日 - ）は、ロシアの政治家。1998年から2000年までロシア連邦経済相。経済学博士候補。

## 来歴
1952年2月23日、モスクワに生まれる。
1974年、プレハーノフ名称モスクワ国民経済大学財政学部を卒業する。1984年、プレハーノフ名称国民経済大学大学院を修了。この間、1969年から1971年まで「エレクトロニカ」（Электроника）研究所、1971年から1982年までソ連国家計画委員会（ゴスプラン）メインコンピューターセンターにそれぞれ勤務した。1982年から1990年にかけ、ゴスプランで財務複合価格部の副部長、部長職を歴任する。1991年、ソ連経済予測省財務信用政策（財政金融政策）局長。1991年から1992年まで、ロシア共和国経済・財政省第一次官。1993年3月から4月ロシア連邦経済相代行。1993年3月からはロシア連邦大統領付属ロシア連邦人民（国民）特別文化遺産専門家評議会の委員。1993年4月、ロシア連邦第一経済次官兼ロシア企業家精神支援・競争開発基金監督委員会議長。